# Stephen Ewen
Stephen Ewen (teilweise auch Steven Ewen; * 25. Februar 1980 in Belfast, Nordirland, Vereinigtes Königreich) ist ein ehemaliger nordirischer Eishockeyspieler, der seine gesamte Karriere auf der irischen Insel verbrachte. International spielt er für die irische Eishockeynationalmannschaft.

## Karriere
Stephen Ewen, der im nordirischen Belfast geboren wurde, begann seine Karriere bei den Castlereagh Knights, für die er als 16-Jähriger in der Northern Premier League der British National League debütierte. Später spielte er für die Dundalk Bulls aus der Republik Irland und die Belfast City Bruins in der Irish Ice Hockey League. Nach der Spielzeit 2011/12, die er bei den unterklassigen Northern Ireland Prowlers verbrachte, beendete er seine Karriere.

### International
Der britische Staatsbürger Ewen spielte mit der irischen Nationalmannschaft bei den Weltmeisterschaften der Division II 2008 und 2011 sowie bei den Welttitelkämpfen der Division III 2007, 2010, 2012 und 2013.

## Erfolge und Auszeichnungen
- 2007 Aufstieg in die Division II bei der Weltmeisterschaft der Division III
- 2010 Aufstieg in die Division II bei der Weltmeisterschaft der Division III, Gruppe A